# Ana José
Ana António Maria José (* 20. November 1962) ist eine angolanische Politikerin der Volksbewegung zur Befreiung Angolas (MPLA), die unter anderem seit 2024 Mitglied der Nationalversammlung ist.

## Leben
Ana António Maria José war bis 1982 im Sekretariat des 1991 aufgelösten Ministeriums für Staatssicherheit MINSE (Ministério da Securidade do Estado) im Bereich Unternehmenssicherheit tätig und absolvierte ein Studium der Fachrichtung Tourismus- und Hotelmanagement, welches sie mit einem Lizenziat ( Licenciada em gestão de turismo e Hotelaria) beendete. Sie war als Unternehmerin tätig und wurde 2010 Mitglied des Provinzkomitees der Volksbewegung zur Befreiung Angolas (MPLA (Movimento Popular de Libertação de Angola)) Provinz Malanje. Darüber hinaus engagierte sie sich als Vizepräsidentin der Pädiatrischen Patientenunterstützungsliga in der Provinz Malanje LAPEMA (Liga de Apoio de Doentes da Pediatria de Malanje).
Am 24. März 2024 wurde sie für die MPLA im Wahlkreis „Malanje“ Mitglied der Nationalversammlung (Assembleia Nacional) und ist derzeit Mitglied des Ausschusses für Mandate, Ethik und parlamentarischen Anstand.

## Weblink
- Ana António Maria José. Nationalversammlung, abgerufen am 19. Mai 2025 (portugiesisch).

| Personendaten    | Personendaten                                |
| ---------------- | -------------------------------------------- |
| NAME             | José, Ana                                    |
| ALTERNATIVNAMEN  | José, Ana António Maria (vollständiger Name) |
| KURZBESCHREIBUNG | angolanischer Politiker (MPLA)               |
| GEBURTSDATUM     | 20. November 1962                            |